# Oregon
Oregon er en amerikansk delstat med Salem som hovedstad, mens Portland er delstatens største by. Oregon havde i 2010 3,8 millioner indbyggere.
Delstaten ligger ved Stillehavskysten, syd for Washington, nord for Californien og Nevada og med Idaho som østlig nabo.
Oregon er mest kendt for sin naturrigdom, eksempelvis naturområderne Crater Lake National Park med Crater Lake, som er en af verdens dybeste søer. Crater Lake opstod for omkring 7.000 år siden, da en vulkan eksploderede. Mount Hood er med en højde på 3.425 meter Oregons højeste bjerg.
Oregon blev optaget som USA's 33. delstat 14. februar 1859.

## Historie
Oregon-området har været beboet i mere end 15.000 år, ved man fra udgravninger ved Fort Rock Cave.
Inden europæernes ankomst var området beboet af flere indianerstammer. James Cook udforskede kysten i 1778 på jagt efter Nordvestpassagen. Lewis og Clark-ekspeditionen rejste gennem regionen i forbindelse med deres udforskning af Louisiana-købet.

## Større byer og antal indbyggere
- Portland – 533.427
- Salem – 148.751
- Eugene – 144.515
- Gresham – 96.072
- Hillsboro – 88.300
- Beaverton – 85.775
- Medford – 76.850
- Bend – 75.290
- Springfield – 57.065
- Corvallis – 49.553
- Ashland – 21.443

## Kendte personer født i Oregon
- Billy Jack Haynes, pro-wrestler.
- Carl Barks, tegneserietegner.
- Matt Groening, tegneserietegner, Simpsons.
- River Phoenix, skuespiller.
- Raymond Carver, forfatter.
- Tonya Harding, kunstskøjteløber.
- Michael Nearman, politiker i delstatsforsamlingen[1]